# Смират, Отто
Отто Смират (нем. Otto Smirat) — восточно-германский дзюдоист, 4-кратный чемпион ГДР (1963, 1964, 1967, 1970), победитель и призёр международных турниров, серебряный (1963, 1969) и бронзовый (1962, 1964, 1965, 1970) призёр чемпионатов Европы, бронзовый призёр чемпионатов Европы 1964—1966 годов в командном зачёте. Выступал в средней весовой категории (до 80 кг).